# Belmin Cirkic
Belmin Cirkic (* 30. März 1998 in Wels) ist ein österreichischer Fußballspieler bosnisch-herzegowinischer Abstammung.

## Karriere
Cirkic begann seine Karriere beim FC Wels. 2012 kam er in die Akademie der SV Ried, in der er bis 2016 spielte. Zur Saison 2016/17 rückte er in den Kader der viertklassigen Amateure der Rieder auf. Sein Debüt für diese in der OÖ Liga gab er im August 2016, als er am ersten Spieltag jener Saison gegen den FC Wels in der Startelf stand und in der 56. Minute durch Miron Muslić ersetzt wurde. Seinen ersten Treffer für Ried II erzielte er im November 2016 bei einem 2:0-Sieg gegen die SU St. Martin.
Im Juli 2018 stand Cirkic gegen den SK Vorwärts Steyr erstmals im Kader der Profis von Ried, wurde jedoch nicht eingesetzt. Sein Debüt für die erste Mannschaft in der 2. Liga gab er im November 2018, als er am 15. Spieltag der Saison 2018/19 gegen den FC Juniors OÖ in der Startelf stand und in der Halbzeitpause durch Thomas Mayer ersetzt wurde.
Im Jänner 2019 wurde er an den Regionalligisten Union Gurten verliehen. Zur Saison 2019/20 wechselte er zum viertklassigen SV Bad Schallerbach. Für Bad Schallerbach kam er in eineinhalb Jahren zu 28 Einsätzen in der OÖ Liga. Im Jänner 2021 wechselte er zum Regionalligisten WSC Hertha Wels. Für die Welser kam er allerdings aufgrund des COVID-bedingten Saisonabbruchs nie zum Einsatz.
Zur Saison 2021/22 wechselte er zum Ligakonkurrenten Union Vöcklamarkt. Für Vöcklamarkt spielte er 26 Mal in der Regionalliga. Zur Saison 2022/23 kehrte Cirkic wieder nach Wels zurück. Für Wels kam er zu 81 Regionalligaeinsätzen, ehe er mit dem Team 2025 als Meister in die 2. Liga aufstieg. Nach dem Aufstieg verließ er Wels.
Zur Saison 2025/26 wechselte er anschließend zu Regionalligist ASKÖ Oedt.